# Alfred Crossley
Alfred Crossley (* 11. August 1839 in Halifax, West Yorkshire; † 28. Februar 1877 in Tamatave, Madagaskar) war ein britischer Naturforscher und Taxidermist, der vornehmlich auf Madagaskar Tiere und Pflanzen sammelte, darunter die Typusexemplare vom Büschelohrmaki und vom Geckoweih, zwei Arten, die lange als verschollen galten.

## Leben
Crossley war der Sohn von Hannah Crossley und der Enkel von William Crossley, einem Teppichweber. Über seinen Vater sowie seinen akademischen oder beruflichen Hintergrund ist nichts bekannt. Um 1858 erlitt er vor Madagaskar Schiffbruch, wo er in Gefangenschaft geriet, 1860 jedoch fliehen konnte. In den späten 1860er Jahren, als der Handel mit naturgeschichtlichen Gegenständen florierte, arbeitete Crossley als Sammler und reiste zu diesem Zweck nach Madagaskar, Britisch-Kamerun und Zambesia, dem heutigen Simbabwe. Auf Madagaskar sammelte Crossley Exemplare von Pflanzen, Insekten, Vögeln und Säugetieren, die er über naturkundliche Agenten und Händler wie William D. Cutter und Edward Gerrard Jr. (von Edward Gerrard & Sons), beide ansässig in Bloomsbury, London, an Privatpersonen und Museen verkaufte. Crossley führte zwischen 1869 und 1877 vier Expeditionen nach Madagaskar durch, wobei seine Reisen von Christopher Ward (1836–1900), einem wohlhabenden Entomologen und Naturforscher aus Crossleys Heimatstadt, finanziert wurden.
1869 reiste Crossley von Iharana (auch bekannt als Vohémar, auf den Etiketten der Exemplare als Vohima bezeichnet, vermutlich abgeleitet von dem Ortsnamen Vohimarina) über Andapa nach Maroantsetra und von dort über Antalaha nach Tamatave. Die weitere Expedition führte ihn nach Moramanga über Mahambo und Fenoarivo Atsinanana und nach Nosivola (als Nossi Vola bezeichnet), südöstlich des Lac Alaotra. Auf den Etiketten der Exemplare wird ein Ort namens Saralalan erwähnt, der 12 km von Nosivola entfernt vermutlich in unmittelbarer Nähe des heutigen Schutzgebiets Zahamena liegt. Hier traf Crossley am Jahresende Alfred Grandidier. Anschließend erreichte er die Imerina-Region und sammelte an einem Ort, den er Vodirat nannte, 40 km nordwestlich von Antananarivo. Im Jahr 1870 reiste er von Antsihanaka nach Antananarivo und von dort nach Nordwesten mindestens bis Fihaonana, wahrscheinlich sogar darüber hinaus. Im Juli des Jahres kehrte er nach Tamatave und Ende des Jahres nach Großbritannien zurück. Während seiner zweiten Reise nach Madagaskar im Jahr 1872 reiste Crossley von Maroantsetra an die Baie d’Antongil, von dort ins Landesinnere in den Distrikt Mandritsara und südlich nach Antsihanaka. Wahrscheinlich reiste er auch weiter nach Westen bis Morondava, bevor er nach Großbritannien zurückkehrte. Im Februar 1872 begann seine dritte Expedition in Madagaskar, wo er in der Umgebung von Mananjary und im Landesinneren sammelte. Ein möglicher Abstecher führte ihn nach Vangaindrano, anschließend folgte er dem Tal des Mananjary-Flusses über Kianjavato nach Ambohimitombo und Nandihizana auf der Hochebene. Von dort ging er nach Antananarivo, östlich nach Ankavandra und nördlich in die Waldregion Manerinerina, bevor er Majunga erreichte, von wo aus er nach Großbritannien zurückkehrte. 1874 und 1875 führten ihn Exkursionen nach Mauritius. Im Februar 1876 heiratete Crossley in seiner Heimatstadt und kehrte im August des Jahres zu seiner vierten Expedition nach Madagaskar zurück, wo er den deutschen Naturforscher Joseph Peter Audebert traf. Am 28. Februar 1877 starb er im Alter von 37 Jahren in Tamatave an den Folgen einer Pocken-Erkrankung.
Crossley besuchte Örtlichkeiten im Nordosten, im zentralen Osten und im Westen Madagaskars. In der östlichen Region wurde er von einheimischen Jägern unterstützt, die Blasrohre zum Erlegen von Vögeln verwendeten. Crossley zeichnete nicht systematisch Informationen zu den gesammelten Exemplaren auf. In seinen Notizen wurden jedoch regelmäßig der Fundort und der lokale Name der Vogelarten sowie das Datum und manchmal andere Details wie Mageninhalt oder Augenfarbe angegeben. Er hatte die Angewohnheit, den Exemplaren Begleitscheine beizulegen, aber diese Dokumente erreichten den Agenten nicht immer, wie im Falle der Lieferung von 1875 an Cutter. Auch beim Verkauf von Exemplaren durch die Agenten wurden diese Informationen nicht immer an die Käufer weitergegeben. In London stellte Cutter eine Sammlung von Crossleys Vogelpräparaten Richard Bowdler Sharpe, dem Kurator der Vogelsammlungen des British Museum (heute Natural History Museum), zur Verfügung. Aus dieser Sendung beschrieb Sharpe zwei neue Vogelgattungen, Oxylabes und Mystacornis, sowie zwei neue Vogelarten, die Merinaralle (Sarothrura insularis) und der Blauringvanga (Pseudobias wardi), letztere benannt zu Ehren von Christopher Ward. Im Jahr 1870 erhielt der britische Zoologe Oldfield Thomas eine Lieferung von 133 Säugetierexemplaren, die Crossley gesammelt hatte. Der deutsche Zoologe Wilhelm Peters vom Museum für Naturkunde in Berlin beschrieb 1870 ein Exemplar eines Nagetiers als neue Art, die Rote Madagassische Inselratte (Nesomys rufus) sowie 1874 die Östliche Madagaskar-Freischwanzfledermaus (Paremballonura atrata, ursprünglich Emballonura atrata genannt), anhand des von Crossley gesammelten Holotypus. 1869 sandte Crossley gesammelte Exemplare an Alfred Grandidier, der den Crossley-Vanga (Mystacornis crossleyi, ursprünglich als Bernieria crossleyi beschrieben) und eine neue Lemurenart, den Rötlichen Fettschwanzmaki (Cheirogaleus crossleyi), nach Crossley benannte. Das Exemplar für die letztgenannte Art wurde in der Nähe des heutigen Zahamena-Schutzgebiets gesammelt. Alfred Grandidier gab 1870 seine Herkunft mit Forêts est Antsianak an. 1871 untersuchte Sharpe eine zweite Sendung naturkundlicher Exemplare von Crossley, die im zentral-östlichen Teil von Madagaskar gesammelt worden waren. Dies führte jedoch nicht zur Beschreibung neuer Arten. Diese Exemplare waren in Crossleys persönlichem Gepäck transportiert worden, während der größte Teil seiner Sammlung nach Paris geschickt worden war, wo die Belagerung durch die preußischen Truppen gerade begonnen hatte. Keines der Exemplare wurde jedoch in Paris beschädigt.
1875 studierte Sharpe eine vierte von Crossley gesandte Sendung, die einige seltene Arten und Neuheiten enthielt, darunter befanden sich die Typusexemplare des Geckoweihs (Eutriorchis astur), eine neue Greifvogel-Gattung und -art, der Lätzchenerdracke (Atelornis crossleyi), die in Ampasimaneva entdeckt wurde, des Langschnabel-Nektarjalas (Neodrepanis coruscans), eine neue Gattung und Art aus der Familie der Lappenpittas, und schließlich des Gelbbrauenmadagaskarsängers (Crossleyia xanthophrys) sowie des Kurzschnabel-Madagaskarsängers (Xanthomixis zosterops) zwei Arten aus der Familie der Madagaskarsänger (Bernieridae). Sharpe beschrieb den Gelbbrauenmadagaskarsänger zuerst als Oxylabes xanthorphys. 1877 wurde er in die neue Gattung Crossleyia gestellt, die vom deutschen Arzt, Ornithologen und Zoologen Gustav Hartlaub, der mit dem Naturkundemuseum der Stadt Bremen (heute Übersee-Museum) verbunden war, eingeführt wurde. Crossley schickte auch eine Sammlung von Säugetieren an Albert Günther vom British Museum, darunter das Typusexemplar des Büschelohrmakis (Allocebus trichotis), der 1875 als neue Art beschrieben wurde. Wie viele andere Sammler stand auch Crossley im Schatten der Wissenschaftler im Museum, die Arten anhand der von ihm auf Madagaskar gesammelten Exemplare beschrieben. Seine Feldforschungen trugen jedoch wesentlich zum Fortschritt des Wissens über die Pflanzen, Insekten, Vögel, Kleinsäuger und Lemuren der Insel bei.